# 昼下がりのカルチャー
『昼下がりのカルチャー』（ひるさがりのカルチャー）は、日本テレビ系列で1987年10月5日から放送されていた、平日午後の『午後は○○おもいッきりテレビ』の中で放送されていたコーナー。1989年4月から『ちょっと聞いてヨ!おもいッきり生電話』を同時間帯に開始したため、廃止となった。

## 司会者
- 石川牧子（元日本テレビアナウンサー）
  - 初期は『おもいッきりテレビ』のスタジオから同番組司会者が担当しており、石川がいつ頃から担当していたのかは不明。

## 概要
- 開始初期は初回の「ネクタイ」など身の回りの品に関する情報を伝えるトレンド系のコーナーだった。
- その後は正味約15分間の帯番組として、国民生活に関する多様な情報を分かりやすく、事細かに解説していた。
- 日本の年中行事や記念日、二十四節気に該当する放送日には、それにまつわる生活情報も提供していた。

## 年中行事・記念日・二十四節気の主な情報提供例
- 七草（1月7日）
- 節分（2月3日）
- 桃の節句（3月3日）
- お彼岸（3月17日 - 3月23日頃・9月20日 - 9月26日頃）
- 端午の節句（5月5日）
- 時の記念日（6月10日）
- 七夕（7月7日）
- 防災の日（9月1日）
- 目の愛護デー（10月10日）
- いい夫婦の日（11月22日）
- 冬至（12月22日頃）
- クリスマス（12月25日）

## 放送時間
- 毎週月曜 - 金曜13:20 - 13:35頃

## ネット局
| 放送対象地域  | 放送局             | 系列           | ネット形態 | 備考 |
| ------------- | ------------------ | -------------- | ---------- | ---- |
| 関東広域圏    | 日本テレビ         | 日本テレビ系列 | 制作局     |      |
| 北海道        | 札幌テレビ         | 日本テレビ系列 |            |      |
| 岩手県        | テレビ岩手         | 日本テレビ系列 |            |      |
| 宮城県        | ミヤギテレビ       | 日本テレビ系列 |            |      |
| 福島県        | 福島中央テレビ     | 日本テレビ系列 |            |      |
| 新潟県        | テレビ新潟         | 日本テレビ系列 |            |      |
| 静岡県        | 静岡第一テレビ     | 日本テレビ系列 |            |      |
| 中京広域圏    | 中京テレビ         | 日本テレビ系列 |            |      |
| 近畿広域圏    | 読売テレビ         | 日本テレビ系列 |            |      |
| 鳥取県 島根県 | 日本海テレビ       | 日本テレビ系列 |            |      |
| 岡山県 香川県 | 西日本放送         | 日本テレビ系列 |            |      |
| 広島県        | 広島テレビ         | 日本テレビ系列 |            |      |
| 福岡県        | 福岡放送           | 日本テレビ系列 |            |      |
| 熊本県        | くまもと県民テレビ | 日本テレビ系列 |            |      |